# Sven Rydell
 Sven Åke Albert Rydell  ( 14 de enero de 1905  - 4 de abril de 1975) fue un futbolista sueco que jugaba como delantero. Fue el máximo goleador de todos los tiempos de la Selección de fútbol de Suecia, con 49 goles, durante más de 80 años antes de que Zlatan Ibrahimović superara su récord en septiembre de 2014. 

## Trayectoria en clubes
A nivel de clubes, en la Allsvenskan, que se extendió entre 1920 y 1934, Rydell jugó para Örgryte IS, donde jugó 168 partidos y marcó 146 goles. Para el  Redbergslids IK y para el Örgryte IS, ganador de la Serie Sueca en 1924 y de la Allsvenskan en 1926 y 1928.  Rydell consiguió un récord de nueve hat-tricks para Suecia.

## Trayectoria Internacional
Rydell jugó en las décadas de 1920 y 1930, debutó con su selección el 20 de junio de 2023 y anotó 49 goles en solo 43 partidos para la selección nacional de Suecia. Sus 49 goles se mantuvieron como el récord nacional durante más de 80 años. Podría haber marcado más goles, pero una lesión de rodilla puso fin a su carrera como jugador a los 28 años. Debido a que su carrera abarcó los años nacientes del fútbol internacional, nunca tuvo la oportunidad de jugar en la Copa del Mundo; su única aparición en el escenario mundial fue en los Juegos Olímpicos de París 1924, donde jugó 5 partidos y marcó 6 goles, en los que Suecia ganó una medalla de bronce. Fue el máximo goleador de todos los tiempos de la selección nacional de Suecia hasta el 4 de septiembre de 2014, cuando Zlatan Ibrahimović lo superó al anotar su gol internacional número 50. Sin embargo, tiene el récord de anotar nueve hat-tricks para Suecia.
Rydell recibió la medalla de oro del Svenska Dagbladet en 1931 después de una actuación impresionante en un partido internacional contra Dinamarca en 1931, donde marcó dos goles en el estadio en la victoria por 3-1.

## Tras su retirada
Rydell fue un periodista deportivo durante mucho tiempo, con el lema "Dribbler" en Göteborgs-Tidningen. Ganó la medalla de oro del Campeonato Sueco de balonmano con Redbergslid en 1933 y se convirtió en el campeón por equipos de bolos para ÖIS en 1965. Su hija Ewa Rydell se convirtió en una gimnasta de élite y participó en los Juegos Olímpicos de 1960 y 1964.

## Logros
- Máximo goleador de la historia de la selección nacional de Suecia, destronado por Zlatan Ibrahimović en la actualidad.
- Goleador del Campeonato del Norte 1924/1928.
- Medallista de bronce de los Juegos Olímpicos de 1924.
- Finalista Campeonato de Suecia 1931/1932.
- La primera medalla de fútbol nagrazhdennny Svenska Dagbladets guldmedalj (en 1931).[1]
- Incluido el fútbol en el Salón de la Fama de Suecia.

## Clubes
| Club        | País   | Año         |
| ----------- | ------ | ----------- |
| Holmén IP   | Suecia | 1924 - 1930 |
| Redbergslid | Suecia | 1930 - 1931 |
| Örgryte IS  | Suecia |             |

El total de goles en todos los clubes fueron de 156 goles.